# Gullo
Gullo é um apelido de família da onomástica da língua italiana. Possui variantes como Gulli, Gulla, Gulotta, Gulotti.